# Muzeum Chrystusa Frasobliwego w Jeżowem
Muzeum Chrystusa Frasobliwego im. ks. Ludwika Bielawskiego w Jeżowem – placówka muzealna zlokalizowana w Jeżowem, województwo podkarpackie.

Pierwotna nazwa to Zbiornica Sztuki Ludowej. Ze względu na obfitą kolekcję rzeźb Chrystusa Frasobliwego przybrało oryginalną nazwę – Muzeum Chrystusa Frasobliwego w Jeżowem.
Muzeum w Jeżowem jest jedyną placówką w Polsce posiadającą zbiory o tej tematyce. W placówce zgromadzono wiele obrazów i rzeźb o treści religijnej. Większość eksponatów zgromadził założyciel jeżowskiego muzeum – ks. Ludwik Bielawski, będący w latach 1958–1994 proboszczem Parafii Narodzenia NMP w Jeżowem.

Muzeum mieści się w najstarszym obiekcie murowanym w gminie Jeżowe, pochodzącym z lat 1822-1824. W latach 90. XX wieku zmieniono przeznaczenie budynku, w którym ks. Ludwik Bielawski zaczął urządzać muzeum.
W latach 2009–2010 przeprowadzono modernizację budynku i stworzono Muzeum Chrystusa Frasobliwego. Uroczyste otwarcie placówki miało miejsce 30 maja 2011 roku. 17 września 2023 muzeum otrzymało imię ks. Ludwika Bielawskiego .